# Kangaroo (pantserinfanterievoertuig)
De Kangaroo is een gepantserd infanterietransportvoertuig dat tijdens de Tweede Wereldoorlog ontwikkeld is op het chassis van de M7 Priest-houwitser. De Kangaroo werd ontwikkeld door generaal Guy Simonds als een snelle oplossing voor het gecoördineerde transport van Canadese infanterie en tanks tijdens Operatie Totalize. Het voertuig bleek zo doeltreffend dat de Britten en de Amerikanen dit concept al gauw overnamen. De wendbaarheid van de Kangaroo op het slagveld was een groot pluspunt ten opzichte van eerdere ontwerpen voor een gepantserd infanterievoertuig. De Kangaroo is de voorloper van de moderne infanterietransportvoertuigen.

## Geschiedenis
In 1944 maakte generaal Crerar, commandant van het 1ste Canadese Leger, zich zorgen over het tekort aan manschappen. Tijdens de landing in Normandië hadden sommige troepen van luitenant-generaal Guy Simonds, commandant van het 2e Canadese Korps, al gebruik gemaakt van M7 Priest houwitser. Het was zijn idee om de M7 Priest aan te passen zodat zijn troepen ermee verplaatst konden worden om op die manier de verliezen te beperken. Zo ontstond de Kangaroo.
De 102 M7's die op Juno Beach waren gebruikt door de regimenten van drie Canadese infanteriedivisies waren niet meer nodig en ze werden eind juli 1944 vervangen door getrokken kanonnen van het type QP25. Simonds gaf zijn mobiele mechanische werkplaats, die Kangaroo heette, de opdracht om de M7 aan te passen door het kanon te verwijderen en het ontstane gat te dichten met een gelaste plaat. De Priests werden omgedoopt tot Kangaroo. Ze werden voor het eerst gebruikt tijdens Operatie Totalize op 8 augustus 1944 en vervolgens in alle operaties om de Franse havens aan het Kanaal te bevrijden.
De Canadezen pasten ook de Ram- en M4 Sherman-tanks aan. De naam Kangaroo werd gebruikt voor elke tank die op deze manier werd aangepast. Militairen van de Canadese 1e Pantserbrigade en het 49e pantserregiment, onder leiding van de Britse 79e pantserdivisie (beroemd om de Hobart's Funnies), bestuurden deze voertuigen in Normandië. Na de oorlog werden de Priests, die eigendom waren van de Amerikaanse strijdkrachten, teruggegeven aan hun rechtmatige eigenaar.

## Belang

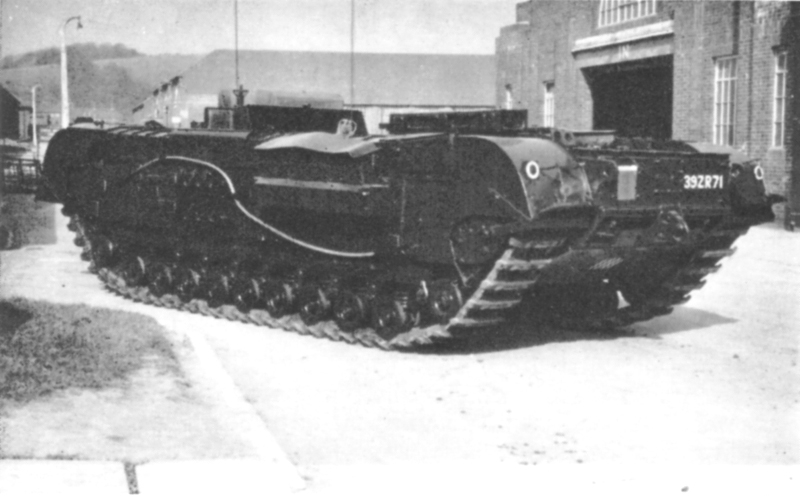
Een Kangaroo Churchill van na de Tweede Wereldoorlog.

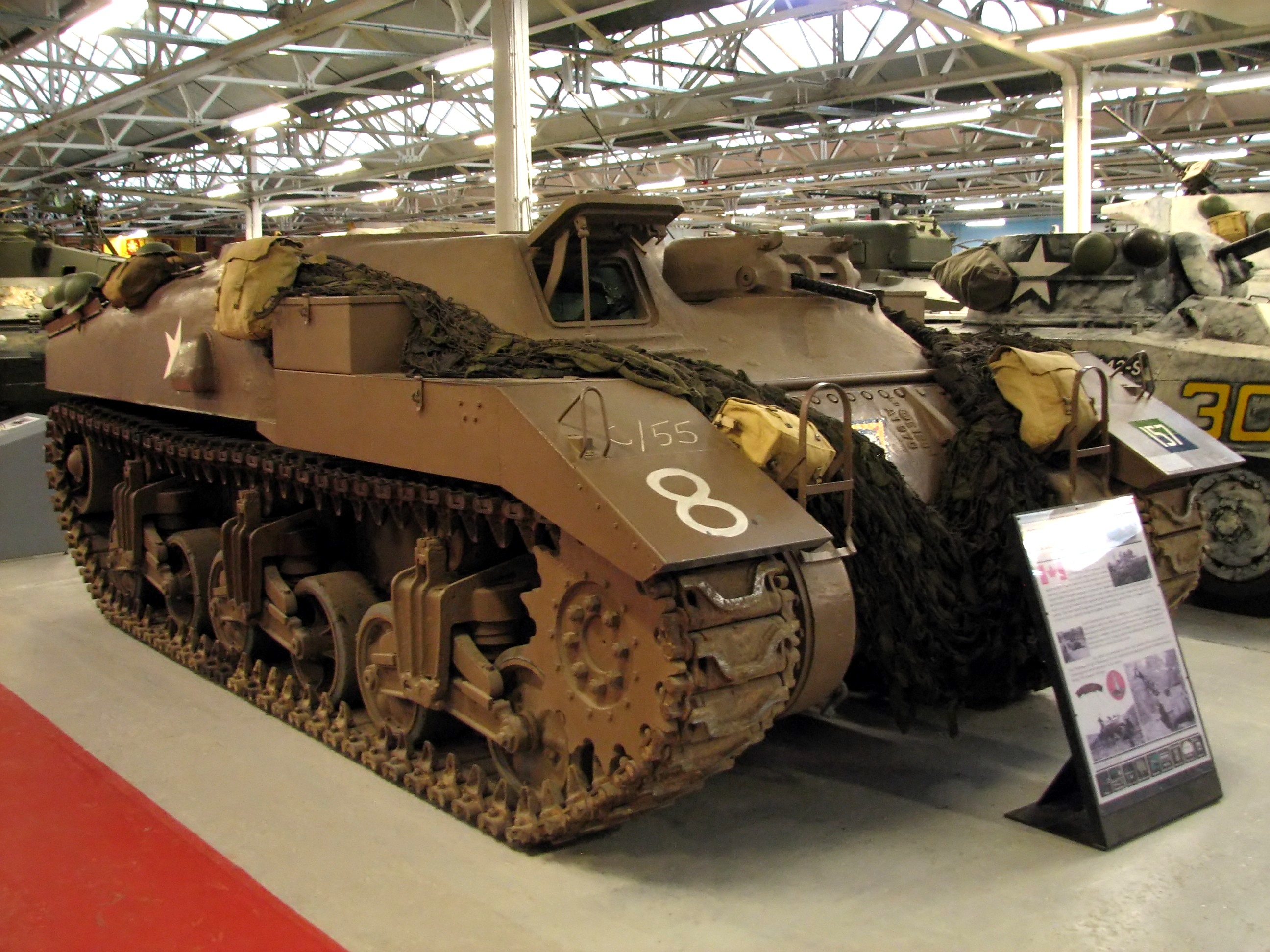
Kangaroo in The Tank Museum in Bovington.

Tijdens de Tweede Wereldoorlog werden de gepantserde infanterietroepen vervoerd met lichte voertuigen, vaak Universal Carriers of M3 Half-Tracks. Deze functioneerden vaak beter dan vrachtwagens, maar hun bepantsering was minder goed dan die van tanks. Wanneer infanterie en pantservoertuigen een aanval opzetten, konden deze voertuigen wel meekomen, maar boden ze onvoldoende bescherming aan de troepen. Dit was met name een probleem voor de Canadese en Britse troepen die maar weinig reserves hadden. De praktische Kangaroo lag aan de basis van de ontwikkeling van het gepantserde troepentransportvoertuig, een ontwikkeling die sindsdien door alle legers is overgenomen.